# Last Stand (Stargate SG-1)
Last Stand (La Última Batalla) es el décimo sexto episodio de la quinta temporada de la serie de televisión de ciencia ficción Stargate SG-1, y el centésimo cuarto de toda la serie. Corresponde a la parte 2 de 2 episodios, siendo antecedida por "Summit".

## Trama
Osiris amenaza con una daga a Daniel, pero rápidamente éste reacciona usando el mismo aparato que le sirvió para engañar a Yu, convenciéndola de que él solo es Jarren, el Lo'tar de Yu. Luego de que Osiris se retira algo confundida, Daniel vuelve a contactar con Selmak, a quién le informa que no soltara el veneno debido a Sarah, pero este le recuerda lo que está en juego y le insiste en que active el dispositivo de inmediato.
Mientras tanto, el resto del SG-1, mas el Teniente Elliot/Lantash siguen atrapados en los túneles Tok'ra. Lantash les dice que pueden construir más túneles si consiguen algunos cristales del laboratorio. Aunque se ven obligados a luchar con algunos Jaffa, O'Neill y Teal'c logran recuperarlos. Sin embargo, otro bombardeo deja a Carter y al Teniente atrapados en un sector.
En la Cumbre, Daniel está a punto de lanzar el veneno, cuando Osiris revela que ha sido enviado por otro Goa'uld: Anubis, quien ahora desea volver aceptado entre los Señores del Sistema, ya que él fue desterrado y dado por muerto desde hace mucho tiempo. De los Señores que lo desterraron e intentaron matar, solo Lord Yu queda. Daniel entonces informa a Jacob sobre esto, y deciden abortar la misión, ya que matar a los Señores presentes solo aceleraría el dominio de Anubis, quien al parecer es uno de los peores Goa'uld que existieron.
En Revanna, Carter y Elliot son rescatados usando uno de los cristales recuperados por O'Neill y Teal’c. Mientras los 4 avanzan creando túneles hacia la superficie, Teal'c se encarga de bloquearlos para que los Jaffa no los sigan. Lantash revela que los sensores de largo alcance Tok'ra cuando detectan naves acercándose, transmiten una señal avisando a cualquier que no se acerque al planeta; el equipo, sin embargo, planea reprogramar uno para enviar un S.O.S. a Daniel y Jacob. Una vez afuera, el SG-1 se encamina hacia el dispositivo más cercano.
En la estación espacial, Osiris se reúne en privado con Yu, quien se opone a permitir que Anubis regrese al consejo. No obstante, ella le revela el plan maestro de éste: Como Anubis no es un Señor del Sistema, el tratado de planetas protegidos no lo afecta, y tampoco obliga a los Señores a tomar represalias contra él, un Goa’uld dado por muerto desde hace mil años. Por ello, él ofrece a los Señores del Sistema destruir la Tierra, antes de ocupar un lugar entre ellos.
Daniel pronto informa a Jacob de esto, y sobre que previamente halló un estanque con simbiontes. Él le dice que probablemente planeen convertir a los Lo'taur en anfitriones, al finalizar la Cumbre. Más adelante, los Goa'uld votan sobre si permitir o no el regreso de Anubis; el resultado es 6 contra 1, siendo Yu el único en oponerse. Entonces, ante de proseguir con la reunión, los Señores ordenan traer el estanque con simbiontes. Pero en vez de implantarlos en sus esclavos, cada uno toma un simbionte y se los comen.
Más tarde, Daniel conversa con uno de los otros criados, y descubre que él también sabe la verdadera naturaleza de los Goa'uld. De hecho, un Lo'taur goza de su posición debido a que tiene la esperanza que un día, si han servido bien sus amos, se les concederá el “honor” de la implantación; Ser un Señor del Sistema, y adquirir el poder Goa'uld. Como resultado de esta conversación, aquel Lo'tar advierte a Lord Yu que su criado no es de confiar.
Mientras tanto, Daniel, luego de enterarse del ataque a la base Tok'ra y comunicárselo a Selmak, logra capturar a Osiris encerrándolo en la parte trasera de la nave de carga de Yu, pero en aquel momento es atacado por éste. Yu entonces libera a Osiris, pero ella asume que él está detrás de su captura, por lo que lo apuñala y luego se dirige a matar a Daniel, pero antes Yu logra levantarse y comienza a luchar con ella. Daniel aprovecha esto para salir en una vaina de escape, la cual es recogida por el Tel'tak de Selmak.
La nave de carga llega a Revanna, y si bien se camufla inmediatamente una vez que sale del hiperespacio, Zipacna logra detectar su llegada, y ordena a sus planeadores buscar perturbaciones en la atmósfera en caso de que aterricen. Jacob recibe la señal de advertencia automática que indica que la base fue comprometida, pero antes de poder cambiar el rumbo capta el SOS del SG-1, y se prepara para aterrizar la nave. Sin embargo, los planeadores logran ubicar al Tel'tak y lo derriban.
La nave se estrella cerca de la posición del SG-1, y estos van a ayudarlos. Con la nave considerablemente dañada, la única posibilidad de salir es por el Portal, y dado que Daniel aun tiene el veneno, O'Neill piensa usarlo para acabar con todos los Jaffa cerca de la Puerta. Sin embargo, con tantos Jaffa, Teal'c considera que es imposible llegar siquiera cerca al Stargate. Elliot entonces idea otro plan. Él se quedara con el veneno, y el resto se ocultara. Cuando los Jaffa lo encuentren, él dirá que sabe la fórmula del veneno, y estos lo llevaran al campamento base donde, antes de transportarlo a la Ha'tak, soltara el veneno, permitiendo así que el equipo escape. Como de todas formas no sobrevivirán, Lantash y Elliot insisten en el plan, por lo que al resto no le queda opción más que entregarles el dispositivo, y huir lejos, mientas el Teniente se queda esperando a las tropas Jaffa que acercan.

## Artistas invitados
- Carmen Argenziano como JacobCarter/Selmak.
- Vince Crestejo como Lord Yu.
- Anna-Louise Plowman como Osiris
- Courtenay J. Stevens como el Teniente Elliot/Lantash.
- Kevin Durand como Zipacna.
- Cliff Simon como Lord Ba'al.
- Kwesi Ameyaw como Olokun.[3]
- Paul Anthony VI como esclavo.[3]
- Anthony Ulc como Mansfield.[3]
- Suleka Mathew como Kali.[3]
- Simon Hayama como Jarren.[3]
- Bonnie Kilroe como Morrigan.[3]
- Andrew Kavadas como Jaffa de Zipacna.[3]
- Natasha Khade como Bastet.[3]